# Космос-122
Космос-122 — первый советский метеоспутник космической системы «Метеор». Был запущен 25 июня 1966 года с площадки № 31 ракетой-носителем «Восток-2М». Спутник был сконструирован во Всесоюзном научно-исследовательском институте электромеханики. Предназначался для испытания системы получения спутниковой метеорологической информации, которая получала изображения облачности, снежного покрова и ледяных полей на освещённой и теневой сторонах Земли, а также измеряла потоки уходящей радиации, отражённой и излученной системой Земля — атмосфера. Для передачи изображения облачного покрова Земли на ИСЗ «Космос-122» использовалась малокадровая телевизионная система. Проработал 4 месяца.
За запуском спутника наблюдали Генеральный секретарь ЦК КПСС Леонид Брежнев и президент Франции генерал Шарль де Голль.

## Первоначальные орбитальные данные спутника
- Перигей (км) — 625 км
- Апогей (км) — 625 км
- Период обращения вокруг Земли — 97,1 минуты
- Угол наклона плоскости орбиты к плоскости экватора Земли — 65°